# الکساندر قازبگی
الکساندر قازبگی (گرجی: ალექსანდრე ყაზბეგი؛ ۲۰ ژانویهٔ ۱۸۴۸ – ۲۲ دسامبر ۱۸۹۳) نویسندهٔ اهل کشور امپراتوری روسیه (گرجستان) بود. شهرت وی به خاطر رمان پدرکشی بود. کازبیگی در استپانتسمیندا به دنیا آمد. او نوهٔ بزرگ کازیبک چوپیکاشویلی، یک نجیب فئودال محلی که مسئول جمع‌آوری عوارض در بزرگراه نظامی گرجستان بود، می‌باشد. الکساندر قازبیگی در تفلیس، سن پترزبورگ و مسکو تحصیل کرد، اما پس از بازگشت به خانه، تصمیم گرفت چوپان شود تا زندگی مردم محلی را تجربه کند. او بعداً به کار روزنامه‌نگاری پرداخت و سپس رمان‌نویس و نمایشنامه نویس شد. در اواخر عمرش دچار جنون شد. پس از مرگ او در تفلیس، تابوت او را از طریق گذرگاه جواری به زادگاهش قازبیگی (که اکنون به استپانسمیندا تغییر نام داده‌است) منتقل کردند. همچنین خانه دوران کودکی او به موزه ای به افتخار او تبدیل شده‌است.
مشهورترین اثر او، رمان پدرکشی، دربارهٔ راهزن قهرمان قفقازی به نام کوبا است که بسیار شبیه رابین هود، مدافع فقرا است. کوبا چیزی جز تحقیر اقتدار، تمایل به خشونت و اعتقاد راسخ به انتقام ندارد. آثار قازبیگی الهام‌بخش جوزف استالین بودند.